# Robert Stafford
Robert Theodore Stafford, född 8 augusti 1913 i Rutland, Vermont, död 23 december 2006 i Rutland, Vermont, var en amerikansk republikansk politiker. Han var guvernör i delstaten Vermont 1959–1961. Han representerade Vermont i båda kamrarna av USA:s kongress, först i representanthuset 1961–1971 och sedan i senaten 1971–1989.
Stafford utexaminerades 1935 från Middlebury College. Han studerade först juridik vid University of Michigan och avlade sedan 1938 juristexamen vid Boston University. Han gifte sig 1938 med Helen C. Kelley och paret fick fyra barn. Stafford var åklagare i Rutland County 1938–1942. Han deltog både i andra världskriget och i Koreakriget i USA:s flotta. Stafford arbetade igen som åklagare 1947–1951. Han var delstatens justitieminister (Vermont Attorney General) 1955–1957 och viceguvernör 1957–1959.
Stafford efterträdde 1959 Joseph B. Johnson som guvernör i Vermont. Han efterträddes 1961 av F. Ray Keyser. Stafford efterträdde sedan 1961 William H. Meyer som kongressledamot. Senator Winston L. Prouty avled 1971 i ämbetet och Stafford blev utnämnd till senaten.
Stafford tog många liberala ståndpunkter. Han profilerade sig speciellt i miljö- och utbildningsfrågor. Han vann fyllnadsvalet 1972 och omvaldes 1976 och 1982. Han ställde inte upp för omval i senatsvalet 1988 och efterträddes i januari 1989 av Jim Jeffords. På äldre dagar engagerade sig Stafford för att få till stånd registrerade partnerskap för samkönade par i Vermont.
Stafford var kongregationalist och frimurare. Han gravsattes på Evergreen Cemetery i Rutland.